# Greatest Africans of All Time
De verkiezing van Greatest Africans of All Time werd in december 2003 uitgeschreven door het tijdschrift New African en in augustus 2004 gepubliceerd in dit tijdschrift.
Opvallend is dat de top 10 gedomineerd wordt door politici. Slechts 3 personen behoren tot een andere categorie.
Alle genomineerden zijn geboren in Afrika of hebben daar hun roots.

## Greatest Africans
1. Nelson Mandela
2. Kwame Nkrumah
3. Robert Mugabe
4. Julius Nyerere
5. Marcus Garvey
6. Patrice Lumumba
7. Martin Luther King Jr.
8. Thabo Mbeki
9. Malcolm X
10. Kofi Annan